# Claude-Augustin Vieilh de Boisjolin
Pour les articles homonymes, voir Vieilh de Boisjolin.
Claude-Augustin Vieilh de Boisjoslin, né à Paris le 24 février 1788, mort le 25 juin 1852, est un écrivain français.

## Biographie
Fils du poète et administrateur Jacques-François-Marie Vieilh de Boisjolin, il se livra, dans sa jeunesse, à l'étude des mathématiques. Il se destinait à l'École polytechnique, mais des revers de famille le forcèrent à entrer prématurément dans l'arme du génie en qualité de simple soldat, et il fit en Espagne les campagnes de 1808, 1809 et, nommé caporal dans les sapeurs, il assista au siège de Saragosse. Ses protecteurs, désespérant de lui faire obtenir un avancement, toujours lent et difficile dans le génie, lui firent avoir l'emploi d'adjoint au payeur général de l'armée, ce qui était assurément une fortune pour un ex-caporal.
Mais les Français ayant été contraints d'évacuer l'Espagne en 1815, Boisjoslin revint en France, blessé, après avoir perdu tout ce qu'il possédait à la bataille de Vitoria. Pour comble de malheur, il fut du nombre des agents du trésor que l'on réforma comme les moins anciens. Boisjoslin, à qui ses protecteurs reconnaissaient beaucoup de talent, et qui d'ailleurs était doué d'un extérieur séduisant, se voyait sur le point d'être nommé secrétaire particulier de la grande-duchesse de Toscane, lorsque la chute de l’Empire détruisit encore pour lui cette nouvelle chance de fortune.
Après avoir été à la veille d'obtenir, par le crédit de Fontanes, la place de secrétaire d'ambassade en Espagne, il se décida à entrer dans la maison du roi, où ses goûts littéraires le singularisèrent un peu, et où il fut signalé comme mal pensant, et réformé sans traitement.
II embrassa alors le commerce de la librairie, qu'il quitta pour la direction d'une imprimerie. La mort d'Alphonse Rabbe, en rendant vacante la direction de la Biographie portative des contemporains (édition compacte), à laquelle il avait déjà fourni plusieurs articles, lui ouvrit une carrière plus conforme à ses goûts et à ses talents. Cette entreprise touchait à sa fin, mais un supplément était nécessaire : ce fut la tâche à laquelle il s'est consacré tout entier.
Sous sa direction, les articles de cette biographie cessèrent de présenter ce défaut de convenance, cette âpreté de style qu'on avait pu reprocher à quelques notices insérées dans les premières livraisons. Boisjoslin, qui était homme du monde et surtout un causeur distingué, n'eut pas de peine à attirer à son entreprise des littérateurs faits pour s'entendre avec lui ; il se les donna pour collaborateurs.
Parmi les articles les plus remarquables qu'il a composés pour cet ouvrage, Ancelot, Creuzé, Decaen, Dejean, Destournelles, Joseph Fourier, Fox, Francœur, Heyne, Lassus, Masséna, Meunier, Montucla, Prony, etc.
Il a rédigé aussi celui de Gabriel-Julien Ouvrard, qui est d'une longueur démesurée, car il formerait à lui seul un volume; Boisjoslin n'a fait, au reste, qu'abréger les Mémoires de ce fournisseur, auxquels il attachait une grande importance.
On a de lui :
1. ses notices biographiques sur l'éducation des femmes, Paris, in-4° ;
2. la préface du Dictionnaire portatif des termes techniques et usuels de médecine et de chirurgie de Stéphane Aubouin ;
3. la préface placée en tête du livre de l'Amour par Senancour, dont il avait été l'éditeur.

Boisjoslin avait vu sans peine la révolution de 1848 ; il fut élu officier de la garde nationale aussitôt après, mais il se jeta promptement dans l'opposition, bien qu'au 2 août 1850 il eût salué le nouveau gouvernement par la publication d'une brochure intitulée : Notices historiques sur S. A. R. Louis-Philippe d'Orléans et sur le général Lafayette extraites de la Biographie des contemporains, précédées de quelques mots sur la nécessité de se rallier au duc d'Orléans.
Boisjoslin, condamné depuis plusieurs mois à un silence absolu par une esquinancie, a été une des victimes du choléra.

## Sources
- « Claude-Augustin Vieilh de Boisjolin », dans Louis-Gabriel Michaud, Biographie universelle ancienne et moderne : histoire par ordre alphabétique de la vie publique et privée de tous les hommes avec la collaboration de plus de 300 savants et littérateurs français ou étrangers, 2e édition, 1843-1865 [détail de l’édition]